# メゾナイト

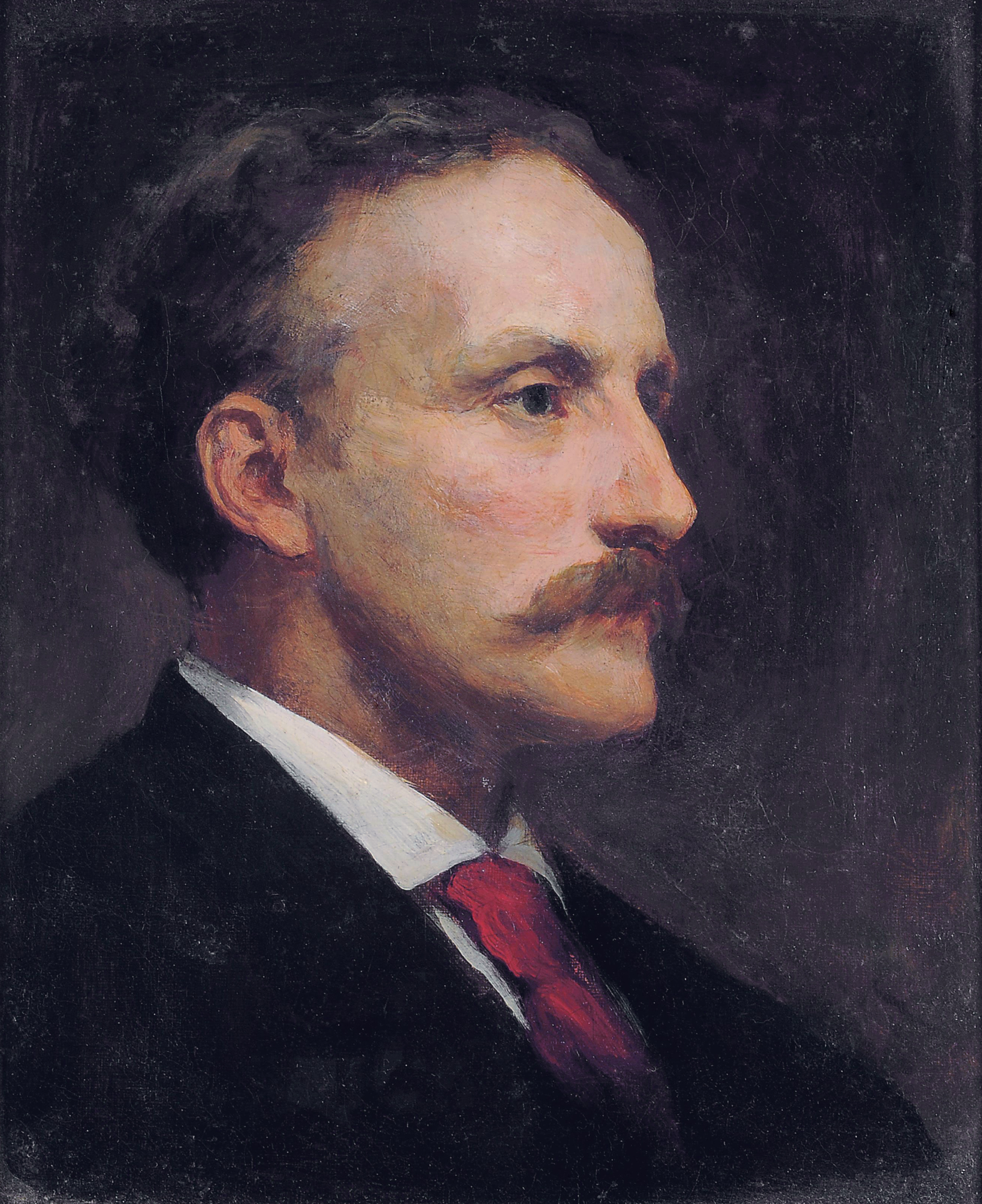
ウィリアム・ヘンリー・メーソン（ウォルター・ウィリアム・ウーリス画）

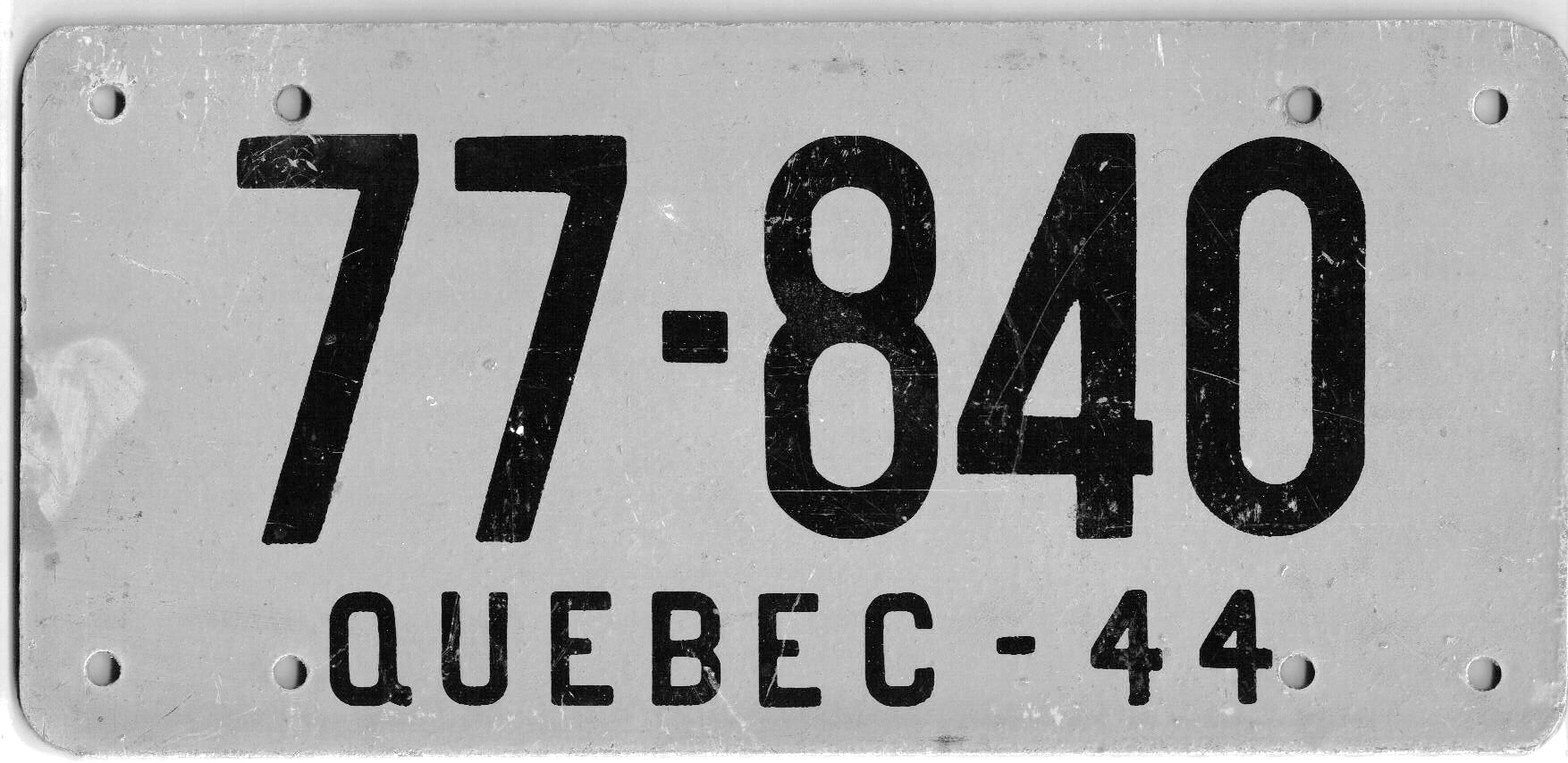
1944年にケベック州で使われたメゾナイト製ナンバープレート。第二次世界大戦中の金属不足による。

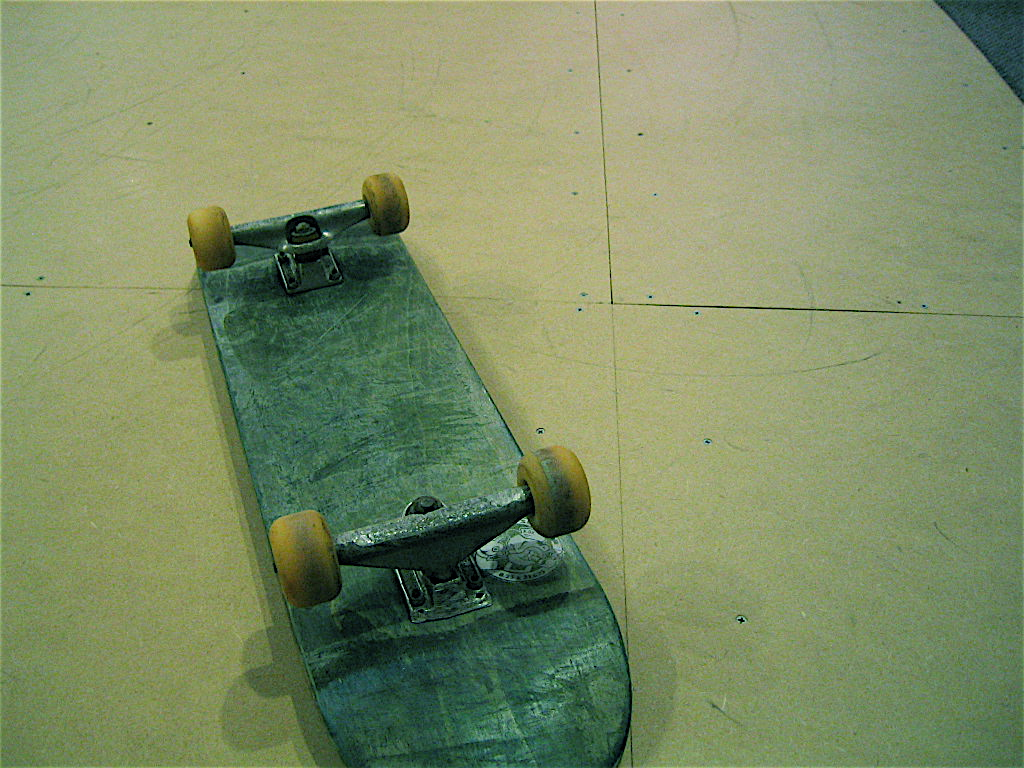
メゾナイトが敷かれたスケートボード場

メゾナイト（英: Masonite）はウィリアム・H・メーソンが開発した硬質繊維板の一種。「Masonite」は商標名であり、ヨーロッパではイゾレル (isorel) とも呼ばれる。天然素材の成型板であり、様々な用途で使われる。

## 歴史
メゾナイトは1924年に工学者ウィリアム・H・メーソン（1877年-1947年?）がミシシッピ州のローレルで開発した。1929年に大量生産が始まり、1930年代から40年代にかけてドア、屋根、壁、机、カヌーといった多くの用途で使われた。また家の外壁の羽目板で使われることもあり、定期的に塗装すれば家の寿命までもった。
同様の「加熱式硬質繊維板」は、今や多くの木材加工会社で一般的な製品となっている。メゾナイト社は1972年から建具材メーカーとしてドアを取り扱うようになり、2001年には親会社のインターナショナル・ペーパー社からドア製造業のプレムドー社へ売却され、今では一般的な硬質繊維板は作っていない。

## 製造
メゾナイトはメーソン法によって製造される。すなわち、木材チップを約7気圧の蒸気に浸してほぐし、圧力を約28気圧まで高めた後、一気に排気口から排気して大気圧まで戻す。仕切り上で繊維は板状になり、最終的な製品形状になるよう圧延・加熱され、滑らかに磨かれて仕上げられる。（その後、磨かれた2枚の化粧板を貼り付ける蒸気を使わない工程が続く。）メゾナイトでは、木材に元から含まれるリグニンによって、何ら接着剤を使わずとも繊維同士が接合される。その長い繊維によって、充分な曲げ強度、引っ張り強度、密度、安定性が備わる。他の木製成型板とは異なり、メゾナイトの繊維結合にホルムアルデヒドを含んだ樹脂は使われていない。

## 用途

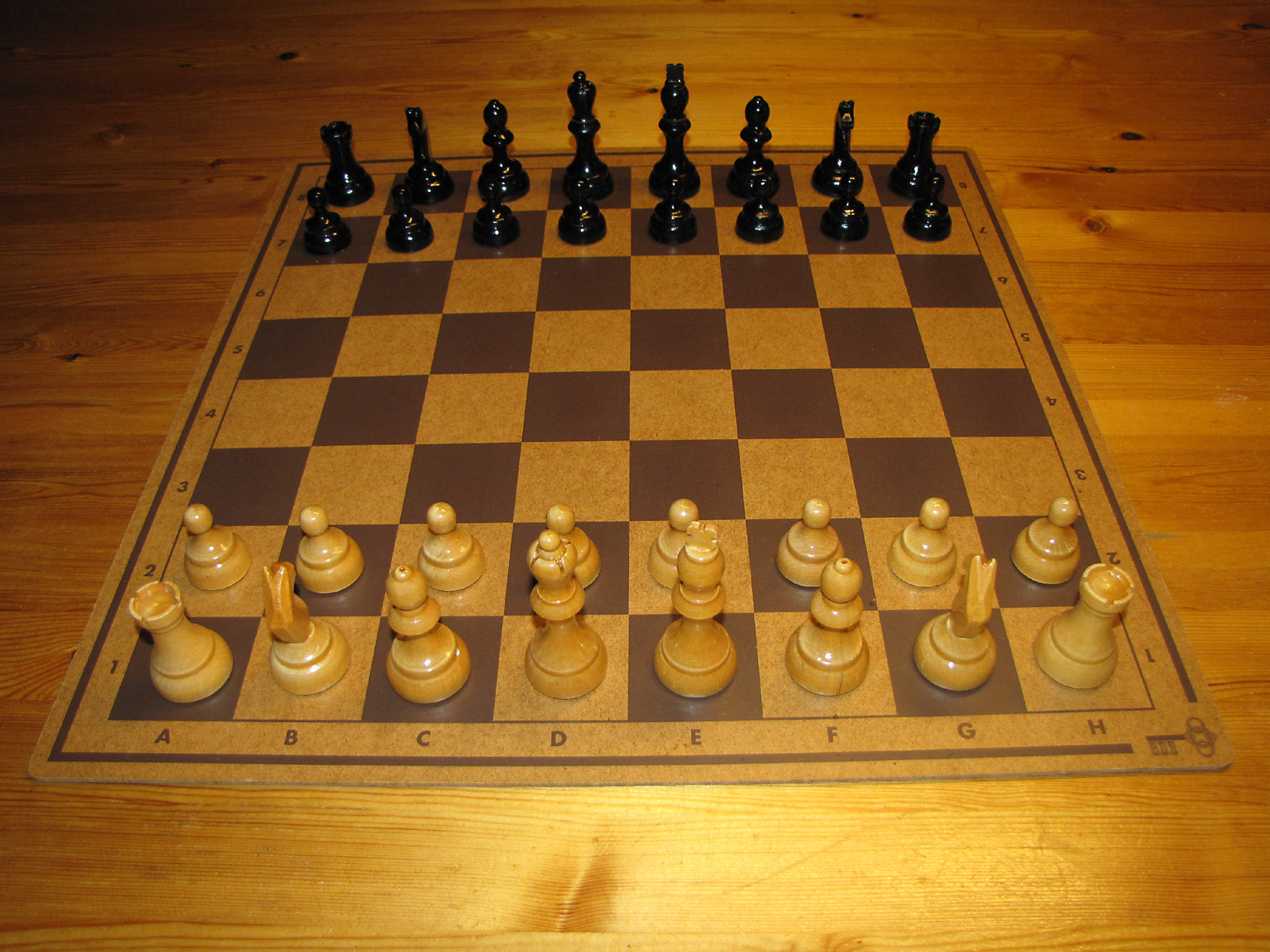
メゾナイト製のチェス盤

- メゾナイトは、画家がカンバスとして使ったり[5]、リノリウム版画（英語版）のような制作素材として使うことがある。
- メゾナイトの滑らかな表面は、卓球台やスケートボード場の材料に適している。
- 引越業者はメゾナイトを大量に使っている。作業中の建物の壁を養生するため、また床に敷き台車を通りやすくするため、特にメゾナイトを使っている。
- メゾナイトは建築で広く使われている。特に高級リフォームにおいて、床が先に仕上がってしまい、他の作業の間に養生する必要がある場合に使われる。養生する床の上に、通常はロジン紙を敷き、そこへ 1/8" か 1/4" サイズのメゾナイト板が置かれる。ずれないよう、また下へ液体類が漏れないよう、メゾナイト板はダクトテープで互いにつなぎ合わされる。
- メゾナイトは演劇、映画、テレビの大道具製作でも広く使われている。特に演劇では、黒くつや消しして舞台の床によく使われ、安価な張り替え材料となっている。
- ケーキ職人はケーキの台座にメゾナイトをよく使う。なぜなら天然素材であり、またウェディングケーキのような何段ものケーキを支えるに充分な強度があるからだ。
- メゾナイトは、楽器のウォブル・ボード（英語版）の素材として最良のものの一つと考えられている。
- あまり一般的ではないが、メゾナイトはギターのボディにも使われる。ダンエレクトロの製品がよく知られる。
- 1960年代から1980年代にかけて、メゾナイトは床上型木製ステレオやテレビキャビネットの背面保護板としてよく使われた。

## 劣化
メゾナイトは風雨に晒されると時が経つうちに膨張し腐食する。また屋外の羽目板に使われた場合は特に早く劣化することがある。1996年にインターナショナル・ペーパー社は、メゾナイト製の羽目板が劣化した家主たちによる集団訴訟に敗訴した。陪審員たちは、同社の羽目板は欠陥品だと評決した。